# Кукмар (Совєтський район)
Кукма́р (рос. Кукмарь, марій. Кукмарий) — присілок у складі Совєтського району Марій Ел, Росія. Входить до складу Верх-Ушнурського сільського поселення.

## Населення
Населення — 431 особа (2010; 452 у 2002).
Національний склад (станом на 2002 рік):
- марі — 99 %